# Petro Bazeluk
Petro Bazeluk (ukr. Петро Базелюк, ur. 1903, zm. 1949) – ukraiński rolnik odznaczony Medalem Virtus et Fraternitas.

## Życiorys
W listopadzie 1943 r. Petro Bazeluk spotkał w lesie ukrywających się przed UPA Polaków Mieczysława Słojewskiego i jego syna Edwarda. Z pomocą żony Marii, Bazeluk zorganizował dla Słojewskich kryjówkę we własnym gospodarstwie w Butejkach na Rówieńszczyźnie. Tam dwójka przebywała od listopada 1943 r. do kwietnia 1944 r. Mimo kilkukrotnych rewizji UPA, kryjówka nie została zdemaskowana. Po zakończeniu działań wojennych Słojewscy wyjechali na Dolny Śląsk, natomiast Bazeluk pozostał w Butejkach. W 1949 r. został zastrzelony przez urzędnika za opór wobec przymusowej kolektywizacji.
15 lipca 2011 r. w cerkwi w Butejkach została odsłonięta tablica upamiętniająca Petra Bazeluka.
W 2021 pośmiertnie odznaczony przez Prezydenta RP Andrzeja Dudę Medalem Virtus et Fraternitas.